# Kap Crozier
Kap Crozier ist der östlichste Punkt der Ross-Insel in der Antarktis und die östliche Begrenzung der Inaccessible Coast im Nordosten der Insel. Das Kap wurde 1841 während James Clark Ross’ Expedition mit der Erebus und der Terror entdeckt und nach Francis Crozier benannt, dem Kapitän der HMS Terror. Der erloschene Vulkan Mount Terror erhebt sich direkt am Kap bis auf eine Höhe von 3230 Metern, der Rand des Ross-Schelfeises (damals bekannt als Barrier oder Great Ice Barrier) erstreckt sich in östliche Richtung.

## Erste Landung 1902
Die erste Landung am Kap Crozier geschah am 22. Juni 1902 während Robert Falcon Scotts Discovery-Expedition. Eine Gruppe von der RRS Discovery landete mit einem kleinen Boot an einer steinigen Bucht ein Stück im Westen des Kaps. Ein Briefkasten wurde errichtet und markiert, damit Mitteilungen von einem späteren Schiff mitgenommen werden konnten. Scott, Edward Wilson und Charles Royds erstiegen den Hang bis zu einem Aussichtspunkt, von dem aus sie die Oberfläche des Ross-Schelfeises und die große Kaiserpinguinkolonie sehen konnten, die das Packeis um Kap Crozier bewohnt. Der Biologe Wilson interessierte sich beständig für diese Kolonie und unternahm später zwei Fahrten von der Basis im McMurdo-Sund aus, um die Kolonie näher zu untersuchen, die er 1911 erneut besuchen würde.

## Terra-Nova-Expedition 1910–1913
Scott zog Kap Crozier ernstlich als Basis für seine zweite Antarktisexpedition in Betracht. Auf der ersten Reise war die Discovery für mehr als zwei Jahre im McMurdo-Sund festgefroren und im Februar 1904 nur knapp entkommen – ein Umstand, der zu einer teuren Rettungsoperation und einiger Schmach für Scott führte. Im offenen Meer vor Kap Crozier bestand keine Gefahr, dass die Terra Nova einfrieren würde; doch der ungeschützte Ort hätte es erschwert, Güter und Personal an Land zu bringen, die Küstenbasis wäre dem rauen Wetter ausgesetzt gewesen und die Route zur Oberfläche der Schelfeistafel wäre problematisch gewesen. Scott entschied, die Basis erneut im McMurdo-Sund anzulegen, wenn auch weiter nördlich (am Kap Evans).

## Winterreise 1911
Wilson wollte gerne die Forschung an einem Embryo des Kaiserpinguins fortsetzen und musste an Eier in einer frühen Brutphase gelangen, was bedeutete, dass sie mitten im antarktischen Winter gesammelt werden mussten. Im Zoologie-Abschnitt des nach der Discovery-Expedition veröffentlichten wissenschaftlichen Reports schlug er eine Winterreise vor, auf der die Eier erlangt werden könnten. Diese Reise wurde mit Scotts Zustimmung zwischen dem 27. Juni und dem 2. August 1911 von Wilson, Apsley Cherry-Garrard und Henry Robertson Bowers unternommen. In der Dunkelheit des Winters und unter den extremen Wetterbedingungen erwies sich die Reise als langsam und gefährlich, doch trotz Missgeschicken wurden drei Eier gesammelt. Letztendlich erwies sich ihr wissenschaftlicher Wert jedoch als gering.

## Sperrgebiet
Kap Crozier befindet sich heute in einem Gebiet, das nur eingeschränkt zugänglich ist; eine Erlaubnis muss eingeholt werden. Es ist Teil der Antarctic Specially Protected Area No. 124 (ASPA 124, besonders geschütztes Gebiet der Antarktis Nr. 124), klassifiziert durch das SCAR (Scientific Committee for Antarctic Research), 1966 ursprünglich als Specially Protected Area No 6 (SPA 6) bezeichnet. Kap Crozier ist die Heimat einer der größten Adeliepinguinkolonien der Erde (ca. 150.000 brütende Paare), einer kleineren Kaiserpinguinkolonie (ca. 600 brütende Paare) und einer der größten Skuakolonien (ca. 1.000 brütende Paare). Außerdem wachsen hier einige seltene Flechtenarten.